# 34039 Torsteinvik
34039 Torsteinvik este o planetă minoră (asteroid), cu un diametru de 3,174 km, din centura de asteroizi. A fost descoperită pe 30 iulie 2000 la Experimental Test Site⁠(d) de Lincoln Near-Earth Asteroid Research. 
Obiectul prezintă o orbită caracterizată de o semiaxă mare de 2,4578821 UAi, o excentricitate de 0,09, o înclinație de 5,54807 ° în raport cu ecliptica.